# 鮑爾斯米爾 (密蘇里州)
鮑爾斯米爾（英語：Bowers Mill）是位於美國密蘇里州賈斯珀縣及勞倫斯縣的非建制地區。

## 歷史
鮑爾斯米爾的郵局於1847年設立，其後於1934年停運。

## 地理
鮑爾斯米爾所處的海拔為高於海平面314米（即1030英呎），而該地所採用的時區為UTC-6，即北美中部時區（CST）。同時該地設有夏令時間，為UTC-6調快一小時，即UTC-5（CDT）。